# Malhadeira
A malhadeira, ou rede de emalhar, é uma arte de pesca/petrecho utilizada na pescaria artesanal na região amazôdica, devido à versatilidade da captura uma grande quantidade e diversidade de espécies de pescado em curto período de tempo com esforço reduzido.
O pescador usa malha obedecendo as medidas de 2 a 5 centímetros e altura de 2 metros.

## Pesca artesanal
A pesca artesanal é uma atividade com função socioeconômica, ocupação de mão-de-obra, geração de renda e, oferta de alimentos para a população, praticado por diversos de petrechos e, com mão-de-obra familiar.
Segundo Cristiane Silva Nogueira: "O pescador artesanal é aquele que utiliza instrumentos e técnicas adequadas às condições ambientais, tais como: linha-de-mão, espinhel, malhadeira e outras artes de pesca. Realizam esta atividade o ano todo com seus familiares e companheiros com a finalidade de suprir suas necessidades básicas alimentares e geração de renda".

## Arte de pesca
Os petrechos/equipamentos usados na pesca artesanal podem ser classificados em:
- técnicas fixas: curral; fuzarca; matapi; muzuá/covo; tapagem/pari,[6][7] e; zangarias;[6]
- técnicas móveis: arrastão; espinhel/palangre; linha de mão; malhadeira, e; tarrafa.

Outros petrechos de pesca: guizo; poitamento; timbó; cavalinho; fisga; garateia; arpão; puçá; caniço; rabiola; socó; moponga; paneirão.